# Gle Eumpee Rutong
Gle Eumpee Rutong är en kulle i Indonesien.   Den ligger i provinsen Aceh, i den västra delen av landet, 1 800 km nordväst om huvudstaden Jakarta. Toppen på Gle Eumpee Rutong är 220 meter över havet, eller 58 meter över den omgivande terrängen. Bredden vid basen är 1,5 km.
Terrängen runt Gle Eumpee Rutong är kuperad åt sydväst, men åt nordost är den platt. Havet är nära Gle Eumpee Rutong åt nordväst.Runt Gle Eumpee Rutong är det ganska glesbefolkat, med 25 invånare per kvadratkilometer. Omgivningarna runt Gle Eumpee Rutong är en mosaik av jordbruksmark och naturlig växtlighet.